# Sorkheh Dezaj
Sorkheh Dezaj (persiska: سورِه دُزدِه, سورَزَ, سورزِه, سرخه دزج) är en ort i Iran.   Den ligger i provinsen Kurdistan, i den nordvästra delen av landet, 400 km väster om huvudstaden Teheran. Sorkheh Dezaj ligger 1 560 meter över havet och antalet invånare är 525.
Terrängen runt Sorkheh Dezaj är huvudsakligen kuperad, men åt sydväst är den bergig.Runt Sorkheh Dezaj är det ganska tätbefolkat, med 222 invånare per kvadratkilometer. Närmaste större samhälle är Sanandaj, 6,0 km söder om Sorkheh Dezaj. Trakten runt Sorkheh Dezaj består i huvudsak av gräsmarker.